# ABO систем крвних група
ABO систем крвних група користи се за означавање присуства једног, оба или ниједног од A и B антигена на црвеним крвним зрнцима. У трансфузији људске крви најважнији је од тренутно 38 признатих различитих система класификације крвних група. Неусклађеност (веома ријетка у савременој медицини) овог или било ког другог серотипа може проузроковати могућу фаталну нежељену реакцију након трансфузије или нежељени имунолошки одговор на трансплантацију органа. Повезана антитијела анти-A и анти-B обичности IgM антитијела, настала у првим годинама живота сензибилизацијом на супстанце из околине као што су храна, бактерије и вируси.
ABО крвне групе открио је Карл Ландштајнер 1901. године; за ово откриће добио је Нобелову награду за физиологију или медицину 1930. године. ABО крвне групе су присутне и код других примата попут човјеколиких мајмуна и мајмуна Старог свијета.